# 仮劇場
仮劇場（暫定劇場、臨時劇場、チェコ語: Prozatimní divadlo, チェコ語発音: [ˈprozacɪmɲiː ˈɟɪvadlo]）は、チェコ・プラハにかつて存在した劇場。常設の国民劇場が建設されるまで、チェコの戯曲、オペラを上演する仮設の劇場として、1862年に建設され、1862年11月18日に開場した。仮設の劇場とされたが、建設後、20年もの間利用され、総上演数は5000回を超えた。1866年から1876年の間には、チェコオペラの祖とされるベドジフ・スメタナの4本のオペラの初演も、この仮劇場で行われている。この中には、スメタナの最も人気を得るオペラ『売られた花嫁』も含まれている。この仮劇場は、最終的に1881年6月11日に開場した国民劇場の建物に組み込まれることとなった。

## 建設目的

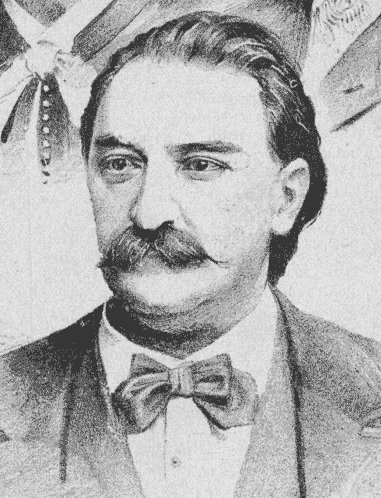
ヤン・ネポムク・マイール

1860年代以前、プラハにおいては、劇場やオペラなどを含む、ほぼすべての文化機関はオーストリア帝国によるものであった。ボヘミアは、ハプスブルク君主国の一部であり、チェコの文化や国民の生活の面においては、専制政治における絶対的なルールによって抑圧されていた。専制政治は、1860年10月20日に皇帝フランツ・ヨーゼフ1世の布告によって公式に廃止された。この布告によって、チェコ文化は復興へと向かうようになった。ボヘミアの議会は、1851年頃から寄付を募り、プラハ市内のヴルタヴァ河畔に敷地を取得した。1861年には寄付金が、計106,000ガルデンに上ったことを発表した。この寄付金によって、800席程度の小さな劇場の建設が可能となった。これによって、こちらの劇場をチェコの戯曲とオペラの本拠地として活動しつつ、恒久的な国民劇場の建設を行う長期的な計画を実行可能にすることができた。この小さな劇場は、1862年11月18日に開場し、ヴィーチェスラフ・ハーレク（Vítězslav Hálek）の悲劇『Král Vukašín』が上演された。また、当時は適したチェコ・オペラが存在しないと考えられたため、オペラとしては、ルイジ・ケルビーニ作の『二日間、または水の運搬人』が、1862年11月20日に初めて上演されている。開場から少しの間は、仮劇場では戯曲とオペラの上演が毎日交互に行われていたが、1864年より、オペラは毎日上演されることとなった。

## 歴史

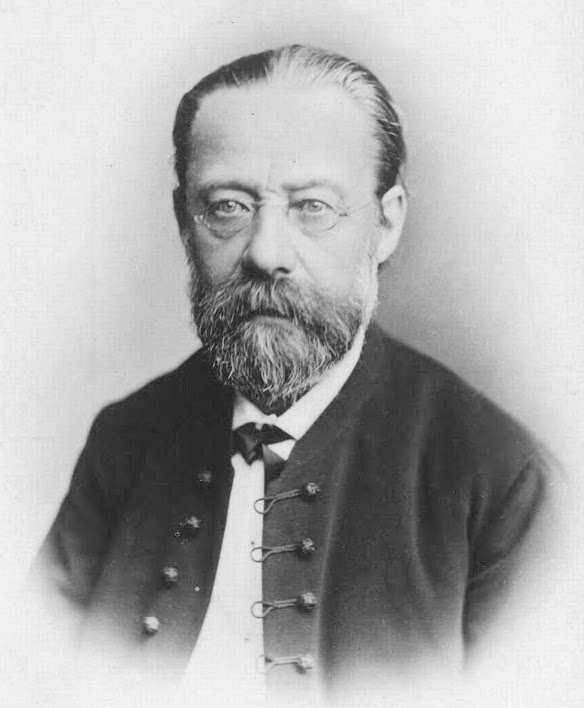
ベドジフ・スメタナ

仮劇場最初の首席指揮者（または音楽監督）は、1862年10月に、ヤン・ネポムク・マイールが任命された。この地位を切望していたベドジフ・スメタナは、この決定にひどく落胆したといわれている。マイールは1866年9月まで、同職に就いていた。彼の在職中には、スメタナとの敵対関係が良く知られている。スメタナは、仮劇場の保守主義とチェコ・オペラの促進という課題の失敗を批判していた。これに対して、マイールはスメタナのオペラ『ボヘミアのブランデンブルク人』の仮劇場での指揮を拒否し報復を行った。その後、仮劇場の経営陣が交代し、マイールに代わって、スメタナが仮劇場の首席指揮者に就いた。スメタナは、この地位を8年間就いていた。マイールのイタリア・オペラ偏重の傾向は、スメタナによってバランスの取れたものへと改善され、イタリア・オペラだけでなく、ドイツ・オペラやフランス・オペラ、スラヴ・オペラ、チェコ・オペラなど、様々なものが上演されるようになった。スメタナは、自身の楽曲（『売られた花嫁』、『ボヘミアのブランデンブルク人』、『ダリボル』）とは別に、チェコの作曲家による作品を次々と上演していた。それらの作品の作曲家には、レオポルト・エウゲン・ミェフラ（Lepold Eugen Měchura）やヨゼフ・リハルト・ロスコシュニー（Josef Richard Rozkošný）が挙げられる。しかし、それにもかかわらず、スメタナは一部の音楽グループから攻撃を受けていた。スメタナを仮劇場の指揮者から引きずりおろし、マイールを再任するように求める動きもあったが、こちらは成功することはなかった。
スメタナは、劇場に附属の私設音楽学校も担当し、同学校の管理者、音楽理論の教授となった。しかし、1874年にスメタナは中途失聴者となってしまい、仮劇場での職は、アシスタントであったアドルフ・チェフが担当するようになった。そして、同年末、スメタナは仮劇場の職を辞した。スメタナの辞職に伴い、マイールが仮劇場の首席指揮者に再任された。マイールは音楽学校に興味を示さず、この学校はその後、間もなく閉校された。仮劇場は、チェコ・オペラの本拠地として活動を続けており、アントニーン・レオポルト・ドヴォジャークのいくつかの作品も同劇場で初演された。1881年、仮劇場は新設された国民劇場の建物の中に吸収され、国民劇場が同年6月11日に開場した。国民劇場は、開場から間もなく火災により壊滅的な打撃を受け、2年の間活動を休止した。この間、仮劇場が他の建物を使用して復活し活動した。国民劇場は、1883年に再建され、再開場している。
仮劇場は、最終的にその歴史の中で計5000回を超える公演を行うこととなった。